# Église Saint-Félicien d'Issigeac
L'église Saint-Félicien est une église catholique située à Issigeac, en France.

## Localisation
L'église est située dans le département français de la Dordogne, sur la commune d'Issigeac.

## Historique
Un bourg s'est construit autour d'un monastère bénédictin établi par un esclave libéré par saint Eparchius, saint Cybard. Il a été dédié à saint Pierre datant du VIIe siècle. 
Vers 1053, une bulle du pape Eugène III adressée à Raymond de Fénelon, abbé de Sarlat, mentionne la ville d’Issigeac. Le monastère d'Issigeac y est nommé comme faisant partie des dépendances de l'abbaye de Sarlat, et, d'après cette bulle, aucun archevêque ni évêque ne peut interdire ou frapper d'excommunication ce monastère qui a le titre de doyenné. 
En janvier 1317, le pape Jean XXII a érigé Sarlat en évêché. Raymond-Bernard d'Aspremont de Rocquecorn qui occupe le nouveau siège trouvant que les revenus de l'abbaye de Sarlat ne sont pas suffisants pour faire face aux charges épiscopales, il prié le pape Jean XXII de réunir le doyenné d’Issigeac avec toutes ses dépendances à la mense épiscopale de Sarlat. Le pape a accédé à sa demande par une bulle datée d'Avignon, 7 du mois d'août 1318. La bulle précise que les évêques de Sarlat ne pourrait jouir des revenus du doyenné qu'à la mort de Bertrand du Poujet. Cette mort est survenue le 2 février 1351
En 1437, Rodrigue de Villandrando a pris Issigeac sur les Anglais. 
En 1482, l'évêque de Sarlat, Pons de Salignac, a obtenu du pape Innocent VIII la sécularisation de tous les religieux du monastère d'Issigeac. Il y a alors établi à la place sept chanoines : un prévôt, chargé du soin des âmes, un sacristain, chargé du culte, et cinq chanoines ordinaires. La reconstruction de l'église a alors été  décidée.
Armand de Gontaut-Biron, évêque des Sarlat entre 1498 à 1519, a poursuivi la reconstruction de l'église à l'emplacement du prieuré roman. Après sa démission de l'évêché, en 1519, il a conservé la jouissance des revenus du doyenné d'Issigeac. La construction de l'église a duré près de 40 ans et s'est terminée en 1527. Les armes d'Armand de Gontaut-Biron figurent sous le porche et sur nombre des piliers. Celui-ci est mort en 1531 et a été enterré dans la chapelle du château de Biron. L'église a été construite dans un style gothique tardif, ce qui est rare en Périgord. 
L'église est dégradée pendant les guerres de religion. Les protestants y ont mis le feu et l'ont démolie en partie. À la suite de l'édit de Nantes, l'occupation de l'église est partagée, une semaine sur deux, entre les catholiques et les protestants.
L'évêque de Sarlat, François III de Salignac de La Mothe-Fénelon, fait reconstruire le château des évêques et décorer l'église.
Son style a été dénaturé par la restauration de 1871. Les fenêtres des bas-côtés sont agrandies et des vitraux aux couleurs plates et vives y sont placées. La voûte de la nef est reprise, Les chapelles des bas-côtés sont refaites avec des autels en stuc et des statues. L’autel majeur en plaques de marbre est construit avec pose des grilles de chœur, ainsi que la « chaire de vérité » et les fonts baptismaux. Tous les vitraux datent de la restauration de 1871. Les trois lancettes du chœur sont consacrées à l’histoire du suaire de l’abbaye de Cadouin.
L'édifice est classé au titre des monuments historiques en 2001 ainsi que les grandes statues de bois polychrome du XVIIe siècle. 
Un dégât dans une partie de la nef, en 2006, nécessite des travaux de restauration à partir de l'étude de l'architecte en chef des Monuments historiques Philippe Oudin.

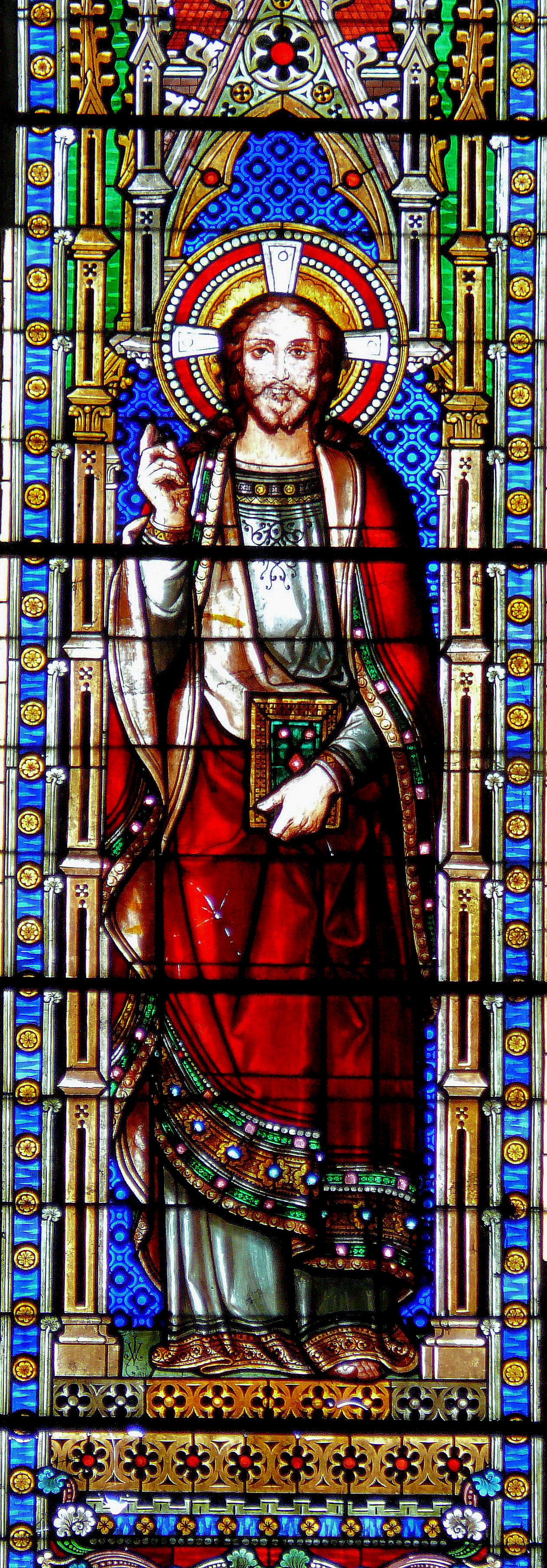
Vitrail du Christ
par Joseph Villiet

## Mobilier
Deux bas-reliefs du XVIIe siècle représentant la Nativité et la Visitation d'après Pierre Mignard ont été classés au titre objet en 1986.

## Vitraux
Les vitraux ont été réalisés dans le cadre la restauration de l'église, en 1871. Certains vitraux sont signés par Joseph Villiet.